# Diana Flores Arenas
Diana Flores Arenas (Ciudad de México, 28 de septiembre de 1997) es la quarterback y capitana del equipo mexicano de Flag Football. Es la primera jugadora de flag bandera en aportar objetos al Salón de la Fama del Fútbol Americano Profesional.

## Educación
Diana nació en Nextitla, una colonia semi-residencial circundante a Popotla y al Casco de Santo Tomás.  Ingresó a la carrera en 2017 para estudiar la licenciatura en Mercadotecnia y Comunicación en el Tecnológico de Monterrey Campus Santa Fe.
Egresó en 2022 obteniendo el premio al Borrego de Oro, máximo galardón otorgado por el Tecnológico de Monterrey en el área deportiva.
En ese mismo año, inició sus estudios de maestría en el mismo campus Santa Fe.

## Logros Deportivos
Diana Flores a los 8 años empieza practicar Flag Football, desde temprana edad se integra a las ligas femeniles más importantes, entre ellas el equipo “Tocho Bandera” de las Águilas Blancas del Instituto Politécnico Nacional.
A los 14 años en el 2012 fue convocada a comandar el equipo de preparatoria de la North Penn en Pensylvania Estados Unidos, en donde lograron coronarse como campeonas regionales NFL.
En 2014 A los 16 años recibió la convocatoria para ser parte de la selección nacional en el representativo que contendió IFAF 2014 Flag Football World Championship " en Grosseto Italia y se convirtió en la jugadora más joven en disputar un torneo internacional. es la cuarta mariscal de campo más joven, es miembro de la selección femenil de México desde 2014.
Para el año 2016 a los 18 años en el " IFAF Flag Football World Championship 2016 " celebrado en Miami, Florida obtuvo el 3.er lugar Mundial.
Ha jugado para el equipo nacional de México en los campeonatos internacionales  Italia 2014, Miami  2016, Panamá  2018, Jerusalén e Israel 2021 y Estados Unidos 2022.
En su trayectoria deportiva ha jugado en campeonatos internacionales  en países como: Canadá, Francia, República Dominicana, Alemania.
En junio de 2022 en partido disputado entre USA vs. México, el equipo mexicano gana la medalla de oro siendo este país, el primer medallista femenino de oro en la historia de World Games, en este partido logró un récord de 6 victorias y 0 derrotas en los Juegos Mundiales de Flag Football como la quarterback titular del equipo mexicano, consiguiendo de este modo la medalla de oro, en la final contra Estados Unidos completó 20 de 28 intentos de pases para 210 yardas y cuatro touchdowns en la victoria de México por 39-6.
Diana Flores realizó 4 pases de touchdown, al medio tiempo estaba 27-0.
Recientemente jugó el Pro Bowl en Las Vegas el pasado 5 de febrero en donde ocupó el lugar de la ofensiva.
Diana Flores es embajadora de la NFL y durante el Partido del Super Bowl LVII se lanzó el comercial Run With it, en donde ella es protagoniza, este comercial busca promover que el Flag Football sea deporte olímpico en 2028. Como parte del elenco de este anuncio están las jugadoras Bella Rasmussen y Vanita Krouch, así como Billy Jean King, y Mr. Beast.
El 24 de mayo de 2023, Diana Flores, jugadora de fútbol americano mexicana, se convirtió en la primera en aportar su indumentaria al Salón de la Fama del Fútbol Americano Profesional. Su camiseta y balón utilizados en un comercial emblemático fueron exhibidos en el museo, destacando el papel de las mujeres en el deporte. Su contribución simboliza la inclusión y el empoderamiento de mujeres y niñas latinas en el fútbol americano.

### Equipos Nacionales
Águilas Blancas,Tecnológico de Monterrey CSF

### Equipos Internacionales
NP Flag Football, Philadelphia USA

## Salón de la Fama del Fútbol Americano Profesional
El 23 de mayo de 2023 se presentó en el Salón de la Fama del Fútbol Americano Profesional como la primera jugadora de Fútbol bandera en entregar objetos para la colección.